# NGC 34
NGC 34 även känd som NGC 17  är en spiralgalax belägen i stjärnbilden Valfisken. Den upptäcktes av den amerikanska astronomen Frank Muller år 1886. Den 21 november 1886 upptäckte även Lewis A. Swift galaxen, men då man inte förstod att det var frågan om samma objekt fick objektet två namn, NGC 17 och NGC 34.

## Egenskaper
NGC 34 är resultatet av en sammanslagning mellan två skivgalaxer, vilket resulterar i en ny starburst i de centrala regionerna och fortsatt stjärnbildningsaktivitet. Galaxen är fortfarande gasrik och har en sammanlagd galaktisk kärna. Det ligger ca 240 miljoner ljusår från solsystemet.

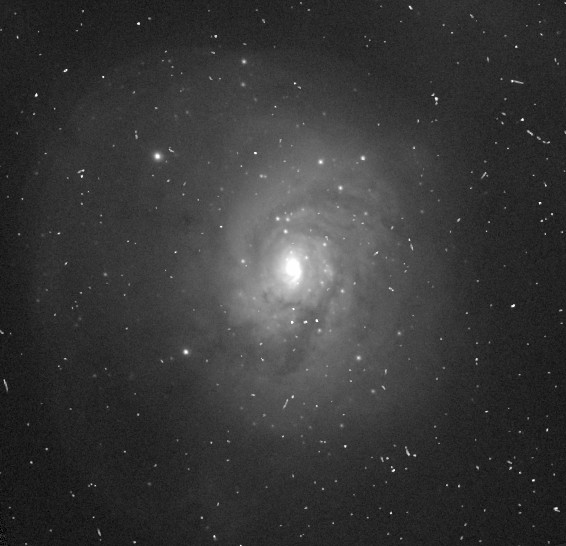
Den centrala regionen avNGC 34 har en spiralstruktur.

På grund av den stora fusionshändelsen har NGC 34 inga definierade spiralarmar som Vintergatan. Till skillnad från Vintergatan är mittstångskärnan också förvrängd. Fusionen förstörde alla galaktiska beboeliga zoner som kan ha funnits före sammanslagningen. För Vintergatan tros den galaktiska beboeliga zonen allmänt vara en ring med en yttre radie på ca 10 kiloparsek och en inre radie nära galaxens centrum, som båda saknar skarpa gränser.

## Numreringen i NGC
NGC 17 och NGC 34 katalogiserades av Frank Muller respektive Lewis Swift 1886. En skillnad på en halv grad i positionering mellan de två observationerna innebar att när John Dreyer upprättade the New General Catalogue listade han dem som separata objekt. År 1900 upptäckte Herbert Howe diskrepansen, varpå Dreyer 1910 korrigerade uppgiften i den andra upplagan av NGC.